# 张晓北
张晓北（1969年8月—），河北秦皇岛人，汉族，无党派人士。中华人民共和国政治人物、第十三届全国人民代表大会江苏地区代表。

## 生平
2018年2月24日，当选为第十三届全国人大代表。目前，张晓北在江苏省广播电视总台新闻中心任职，且为江苏新时空的常态主播之一。